# Xenodon guentheri
Xenodon guentheri är en ormart som beskrevs av den belgisk-brittiske zoologen Boulenger 1894. Xenodon guentheri är en orm som ingår i släktet Xenodon, och familjen snokar. Inga underarter finns listade i Catalogue of Life.

## Utbredning
X. guentheri är en art som förekommer endemiskt i södra Brasilien. Den lever i delstaterna Santa Catarina, Paraná och Rio Grande do Sul. Arten vistas i kulliga områden och i bergstrakter mellan 600 och 1600 meter över havet. Habitatet utgörs av Atlantskogen som domineras av träd från brödgranssläktet.

## Hot
Beståndet hotas av skogsröjningar. Utbredningsområdet är ganska stor. IUCN listar arten som livskraftig (LC).